# Celebrity Flora
El Celebrity Flora es un crucero de expedición operado por Celebrity Cruises, una subsidiaria de Royal Caribbean Group, y navega exclusivamente a lo largo de las islas Galápagos. Construido por Shipyard De Hoop de los Países Bajos y entregado en 2019, es el primer barco de expedición nuevo construido para Celebrity Cruises y es el barco más grande por tonelaje bruto que opera en la región.